# Gavril Dejeu
Gavril Dejeu (Poieni, 11 settembre 1932) è un politico rumeno, Primo ministro della Romania dal 30 marzo al 17 aprile 1998 e Ministro degli affari interni dal 12 dicembre 1996 al 17 aprile 1998 nel Governo Ciorbea e dal 17 aprile 1998 al 21 gennaio 1999 nel Governo Vasile..

## Biografia
Nato a Poieni, nel Distretto di Cluj, si è laureato in legge all'Università del capoluogo transilvano esercitando in seguito la professione di avvocato. È entrato in politica dopo la caduta del comunismo, aderendo al Partito Nazionale Contadino Cristiano Democratico.
Sposato con Elena Dejeu ha una figlia di nome Flavia.

## Carriera politica
Iscritto al partito dal 1990, è stato eletto deputato nelle elezioni del 1992 e del 1996. Ha ricoperto il ruolo di ministro dell'interno nel governo di Victor Ciorbea e in quello di Radu Vasile. È stato primo ministro ad interim.